# 아사히정 (아오모리시)
아사히정(旭町)는 일본 아오모리현 아오모리시에 속한 지명이다. 아사히정 1정목, 아사히정 2정목, 아사히정 3정목이 설치되어 있다. 우편번호는 030-0851이다.
1. ↑  青森市 (2017년 5월 25일). “人口・世帯数等（住民基本台帳）” (일본어). 青森市. 2020년 5월 8일에 원본 문서에서 보존된 문서. 2017년 5월 29일에 확인함. 다음 글자 무시됨: ‘和書’ (도움말)
2. ↑  “市外局番の一覧”. 総務省. 2017년 5월 29일에 확인함. 다음 글자 무시됨: ‘和書’ (도움말)